# Ятрия
Я́трия (Ятри-Я) — река, правый приток Щекурьи в Ханты-Мансийском автономном округе России, протекает по территории в Берёзовского района. Длина реки — 102 км, площадь водосборного бассейна — 3540 км².

## Описание
Образуется слиянием рек Туяхланья (слева) и Сёмъя (справа) на высоте 56 м над уровнем моря. В верховье и низовье течёт преимущественно на северо-восток, в среднем течении — на север. Между деревней Щекурья и селом Саранпауль впадает в Щекурью на высоте 19 м над уровнем моря.
Основные притоки:
- В 26 км от устья, по левому берегу реки впадает река Сёртынья;
- В 33 км от устья, по левому берегу реки впадает река Большая Люлья;
- В 65 км от устья, по правому берегу реки впадает река Янытывтыльма;
- В 77 км от устья, по правому берегу реки впадает река Яныпорсунья;
- В 85 км от устья, по левому берегу реки впадает река Турупя;
- В 88 км от устья, по левому берегу реки впадает река Туръя;
- В 102 км от устья, по левому берегу реки впадает река Туяхланья;
- В 102 км от устья, по правому берегу реки впадает река Сёмъя[1].

## Данные водного реестра
По данным государственного водного реестра России относится к Нижнеобскому бассейновому округу, водохозяйственный участок реки — Северная Сосьва, речной подбассейн реки — Северная Сосьва. Речной бассейн реки — (Нижняя) Обь от впадения Иртыша.

## Топографические карты
- Лист карты P-41-1,2 Бараки  Карьер. Масштаб: 1 : 100 000. Состояние местности на 1959 год. Издание 1961 г.